# Morskie Oko (Sopot)
Morskie Oko lub Jezioro Nowowiejskiego – staw w Polsce, na terenie Sopotu.

## Położenie i charakterystyka
Staw, który według państwowego rejestru nazw geograficznych nazywany jest jeziorem, leży na terenie parku w Dolinie Prątki w Sopocie, w pobliżu ulicy Stanisława Moniuszki, w odległości ok. 1,5 km od brzegu Morza Bałtyckiego i 350 m od Opery Leśnej. Ta część miasta nazywana jest Górnym Sopotem. Nazwa oboczna zbiornika wodnego to Jezioro Nowowiejskiego. Wywodzi się ona od nazwiska polskiego kompozytora i muzyka Feliksa Nowowiejskiego.
Powierzchnia stawu leżącego w zagłębieniu terenu, w otoczeniu obszarów rekreacyjnych wynosi 0,47 ha – jest to największy zbiornik wodny miasta. Według numerycznego modelu terenu udostępnionego przez Geoportal lustro wody znajduje się na wysokości 34,2 m n.p.m. Leży w zlewni bezpośredniej Morza Bałtyckiego o nazwie: Przymorze od Kamiennego Potoku do Pot. Oliwskiego. Wypływa z niego w całości zarurowany Potok Wiejski, który w części przebiega pod ulicą Bohaterów Monte Cassino. W przeszłości płynął on otwartym kanałem, a na jego biegu znajdowały się liczne stawy.
Zbiornik wodny jest glinianką, powstał w sposób sztuczny w miejscu wyrobiska służącego pobliskiej cegielni, która została opisana na mapie z 1843/44 roku jako „Lehm Gr.” Staw został utworzony prawdopodobnie w pierwszej połowie lat 30. XX w. Wcześniej w miejscu tym znajdowała się łąka, którą przecinała tak zwana „Droga do Cegielni”.
Zbiornik wodny pełni funkcje retencyjne, włączony jest w system kanalizacji deszczowej miasta. Zaopatrzony jest w przepompownię.
W czasie swojego istnienia staw podlegał licznym rewitalizacjom, powstała m.in. okalająca brzegi ścieżka. W pobliżu wschodniego krańca znajduje się założona w 2000 roku karczma góralska „Harnaś”. Wcześniej zbiornik wodny graniczył z ogrodem botanicznym będącym częścią parku.